# 雷里乌塔巴
雷里乌塔巴是巴西塞阿拉州的一个市镇。总面积383.119平方公里，总人口19097人，人口密度49.8人/平方公里。